# Autostrada M18 (Irlandia)
Autostrada M18 – (irl. Mótarbhealach M18) – międzymiastowa autostrada w Irlandii o długości 44 km (27 mil). Droga jest częścią trasy N18, łącząc miejscowości Limerick, Ennis i Galway.

## Przebieg
Zaczynając na węźle 9 na obwodnicy miasta Shannon, M18 biegnie w kierunku północnym, omijając miejscowość Newmarket-on-Fergus. Dalej droga biegnie w pobliżu Dromoland, gdzie z poziomu drogi można zauważyć znaczące historyczne obiekty. Im dalej na północ, tym bardziej autostrada przeistacza się w bardziej współczesną drogę, z niedawno ukończoną obwodnicą Ennis. Pas oddzielający jezdnie został stworzony przy użyciu betonowej bariery H2 zamiast różnego rodzaju trawy. Nawierzchnia została wzbogacona o warstwę wyciszającą. Budowa została ukończona w 2007, eliminując wąskie gardła w Ennis oraz Clarecastle, skracając kilkukrotnie czas podróży. 12 listopada 2010 została oddana do ruchu obwodnica Crusheen i Gort o długości 22 km. Obecnie autostrada kończy się na węźle 16.

## Historia
- Obwodnica Ennis (styczeń 2007, jako droga dwujezdniowa)
- Obwodnica Newmarket-on-Fergus (grudzień 2002, jako droga dwujezdniowa)
- Crusheen – Gort (listopad 2010, autostrada)

### Obwodnica Ennis
14-kilometrowa (8,7 mili) obwodnica Ennis została otwarta 26 stycznia 2007, jako droga o standardzie dwujezdniowym, po około 3 latach budowy. W lipcu 2009 odcinek ten został oznakowany jako część autostrady M18. Droga omija także miejscowość Clarecastle. Obwodnica została zbudowana przez firmę Gama Strabeg JV.

### Obwodnica Newmarket-on-Fergus
Obwodnica Newmarket-on-Fergus o długości 5,7 km (3,5 mili) została otwarta 30 września 2002, również w standardzie drogi dwujezdniowej, pozwalając na szybkie ominięcie miasta. W ciągu odcinka znajdują się 2 węzły (Carrigoran oraz Dromoland). W lipcu 2009 postanowiono włączyć odcinek w przebieg M18, ostatecznie dokonano tego 28 sierpnia tego samego roku.

### Ennis (Crusheen) – Gort
Budowa fragmentu o długości 22 km (13,67 mili) pomiędzy Crusheen a Gort rozpoczęła się w październiku 2008. Droga została oddana do ruchu 12 listopada 2010. Odcinek znany jako 'Gort to Crusheen' łączy się z północnym końcem obwodnicy Ennis i stanowi część autostrady biegnącej aż do Gort. Fragment ten został zbudowany przez SIAC Willis JV.

## Węzły
| droga krajowa N18                                    |                    |                                                       |                                                       |
| (Węzły numerowane w kierunku południe północ)        |                    |                                                       |                                                       |
| Kierunki docelowe (N)                                | Numer węzła        | Kierunki docelowe (S)                                 | Kierunki docelowe (S)                                 |
| Kontynuacja jako droga dwujezdniowa                  |                    |                                                       |                                                       |
| (M7 ) Rossbrien, Cork (M20 )                         |                    | Rossbrien, Limerick (city centre) (R509), Cork (M20 ) | Rossbrien, Limerick (city centre) (R509), Cork (M20 ) |
| Dock Road (N69)                                      |                    | Dock Road (N69)                                       | Dock Road (N69)                                       |
| Shannon Tunnel                                       |                    |                                                       |                                                       |
| Coonagh West (SPO )                                  |                    | Coonagh West                                          | Coonagh West                                          |
|                                                      | Punkt poboru opłat |                                                       |                                                       |
| Ennis Road (dawna N18)                               |                    | Ennis Road (dawna N18)                                | Ennis Road (dawna N18)                                |
| Cratloe, Sixmilebridge (R462)                        |                    | Cratloe, (Sixmilebridge) (R462)                       | Cratloe, (Sixmilebridge) (R462)                       |
| Bunratty                                             |                    | Bunratty                                              | Bunratty                                              |
| Hurler's Cross, Shannon Town, (Sixmilebridge) (R471) |                    | Hurler's Cross, Sixmilebridge, Shannon Town (R471)    | Hurler's Cross, Sixmilebridge, Shannon Town (R471)    |
| Shannon Town Centre (R471)                           |                    | brak dostępu                                          | brak dostępu                                          |
| autostrada M18                                       |                    |                                                       |                                                       |
| Kierunki docelowe (N)                                | Numer węzła        | Kierunki docelowe (S)                                 | Kierunki docelowe (S)                                 |
| Shannon (N19)                                        |                    | Shannon (N19)                                         | Shannon (N19)                                         |
| Newmarket-on-Fergus (R472)                           |                    | Newmarket-on-Fergus (R472)                            | Newmarket-on-Fergus (R472)                            |
| Clarecastle (R458)                                   |                    | Clarecastle (R458)                                    | Clarecastle (R458)                                    |
| Ennis (N85)                                          |                    | Ennis (N85)                                           | Ennis (N85)                                           |
| Ennis, Scarriff, Tulla (R352)                        |                    | Ennis, Scarriff, Tulla (R352)                         | Ennis, Scarriff, Tulla (R352)                         |
| Ennis (R458)                                         |                    | Ennis (R458)                                          | Ennis (R458)                                          |
| Crusheen (R458)                                      |                    | Crusheen (R458)                                       | Crusheen (R458)                                       |
| Gort (R458)                                          |                    | Gort (R458)                                           | Gort (R458)                                           |
| autostrada M18 (planowana budowa)                    |                    |                                                       |                                                       |
| Kierunki docelowe (N)                                | Numer węzła        | Kierunki docelowe (S)                                 | Ukończenie                                            |
| Kiltiernan                                           |                    | Kiltiernan                                            | Brak oficjalnej daty                                  |
| Galway, Athlone, Dublin (M6 )                        |                    | Galway, Athlone, Dublin (M6 )                         | Brak oficjalnej daty                                  |
| Kontynuacja autostrady jako M17                      |                    |                                                       | Brak oficjalnej daty                                  |

## Przyszłość

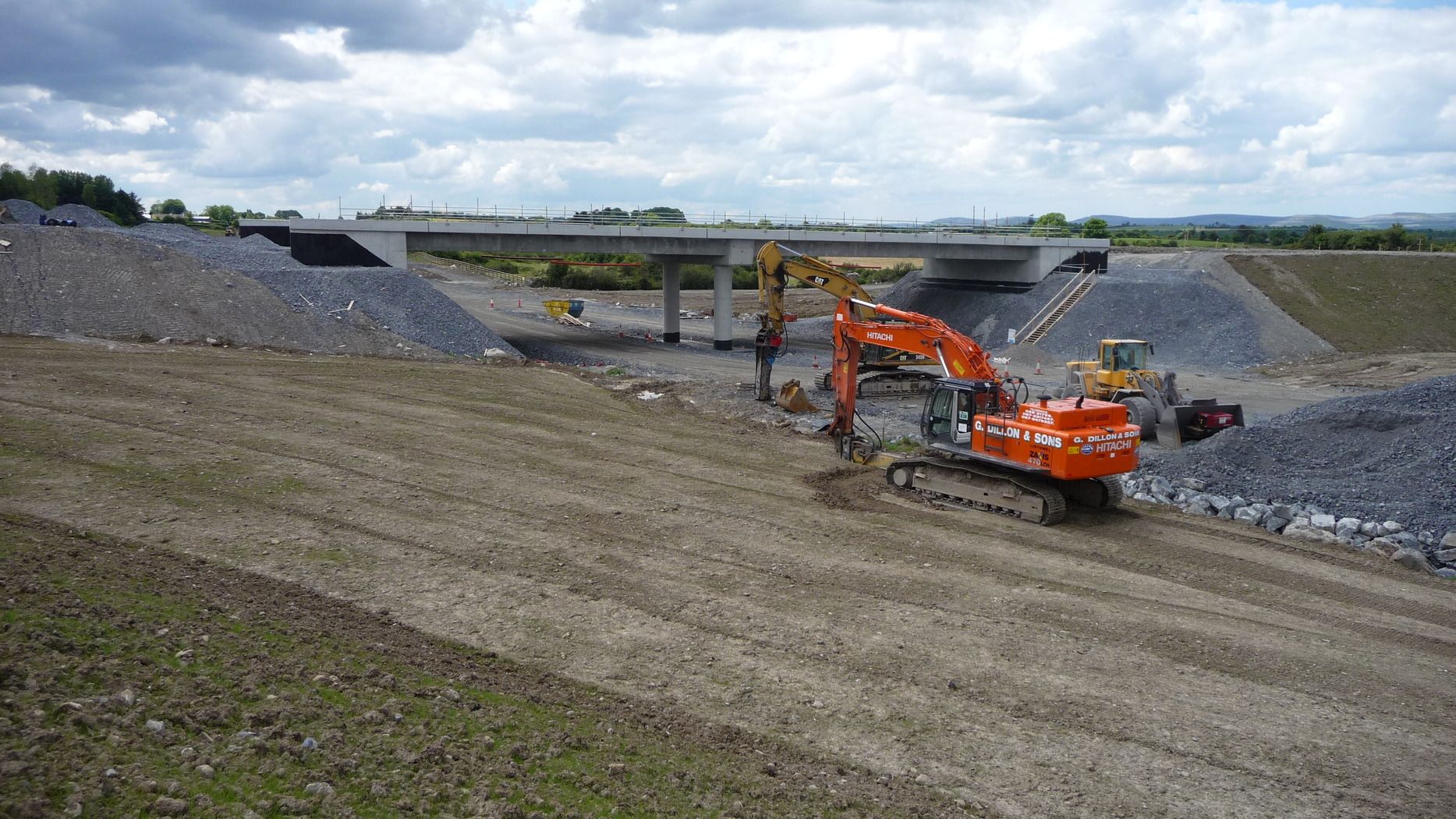
Odcinek Gort-Crusheen w budowie (stan z czerwca 2009): Węzeł w Gort

### Wpływ zmiany oznakowania na M18
Początkowo żaden z odcinków proponowanej drogi dwujezdniowej między Limerick a Galway występujący w programie Transport 21 miał status autostrady. Jednakże Irlandzkie National Roads Authority (NRA) pod koniec 2008 r. zdecydowało o uwzględnieniu wszystkich dwujezdniowych odcinków N18 – bez znaczenia czy są zbudowane, w budowie, czy też wciąż jako projektowane.

### Planowane odcinki
Planowany jest też odcinek łączący Gort z Tuam (M18/M17) o długości 58 km (36 mil). Konsorcjum BAM Balfour Beatty rozpocznie budowę w styczniu 2011 roku. Oczekuje się, że prace nad drogą zostaną ukończone w 2014 roku. Projekt zakłada budowę autostrady z Gort do Athenry, wydłużając M18 o kolejne 27 km (17 mil). Dzięki temu, autostrada połączy się z M17 oraz M6 (Dublin – Galway), która została otwarta w grudniu 2009.